# M0n0wall
m0n0wall — міні-дистрибутив на базі FreeBSD для створення мережевих шлюзів.
Дистрибутив забезпечений простим і зручним вебінтерфейсом для налаштування всіх параметрів системи, підтримує збереження всієї конфігурації у вигляді єдиного XML файлу. З функцій можна відзначити: підтримка роботи як бездротової точки доступу, 802.1Q VLAN, міжмережевий екран, NAT, обмеження трафіку, моніторинг трафіку з генерацією SVG графіків, SNMP-агент, DNS кеш, DynDNS клієнт, IPSec, клієнт/сервер для PPTP VPN, PPPoE, DHCP.
Стан проєкту з посиланням на офіційний сайт змінено на закритий. Згадуються проєкти pfSense, OPNsense, FreeNAS и AskoziaPBX, які є  нащадками m0n0wall і продовжують його розвиток. Основним нащадком m0n0wall називають проєкт OPNsense, який розвивається незалежною спільнотою і володіє схожими з m0n0wall критеріями побудови вільного проєкту. Усім учасникам проєкту m0n0wall рекомендується приєднатися до розвитку OPNsense.